# Roberto Salmeron
Roberto Aureliano Salmeron (São Paulo, 16 de junho de 1922 – Paris, 17 de junho de 2020) foi um físico experimental, pesquisador e professor universitário brasileiro. 
Comendador e Grande oficial da Ordem Nacional do Mérito Científico e membro titular da Academia Brasileira de Ciências, Roberto foi pesquisador em diversas instituições de renome internacional, como a Organização Europeia para a Investigação Nuclear (CERN) e a Escola Politécnica (França), onde se aposentou como pesquisador emérito.

## Biografia
Nascido na cidade de São Paulo, em 1922, Roberto era filho de operários de origem espanhola. Seu pai desejava que o filho fosse engenheiro e assim ele ingressou na Escola Politécnica da Universidade de São Paulo (USP), no final da década de 1940. O fascínio pela física, que já o acompanhava há anos, o levou para esta área após se formar. Depois da engenharia ele se formaria ainda em física na Universidade Federal do Rio de Janeiro (também conhecida como Universidade do Brasil).
De 1947 a 1950, ele trabalhou como pesquisador e instrutor na Escola Politécnica e no departamento de física da Faculdade de Filosofia, Ciências e Letras da USP, na qual ele estudou radiações cósmicas sob a tutela dos físicos italianos Gleb Wataghin e Giuseppe Occhialini.
De 1950 a 1953, Salmeron trabalhou no então recentemente criado Centro Brasileiro de Pesquisas Físicas, CBPF, no Rio de Janeiro. Em São Paulo e no Rio de Janeiro, Salmeron foi contemporâneo da geração de jovens brilhantes físicos brasileiros, como César Lattes, José Leite Lopes, Oscar Sala, Mário Schenberg, Marcelo Damy de Souza Santos, Jayme Tiomno e Mario Alves Guimarães.
De 1953 em diante, Salmeron viveu na Europa, primeiramente fazendo seu doutorado de 1953 a 1955 na Universidade de Manchester, sob a tutela de Patrick Blackett, prêmio Nobel de Física, e então como pesquisador associado da Organização Europeia para a Investigação Nuclear (CERN), em Genebra, Suíça, de 1955 a 1963.

## Carreira
Em 1963, Salmeron retornou ao Brasil e aceitou a cadeira de professor de Física da então recém criada Universidade de Brasília. Infelizmente, a ditadura militar reprimiu fortemente os movimentos liberais e esquerdistas que ocorriam na universidade e ele então juntou-se a outros 223 professores em protesto, que deixaram a universidade em outubro de 1965.
Em 1966 Salmeron deixou o Brasil definitivamente e foi trabalhar no CERN novamente, a convite de seu diretor, Victor Weisskopf. No CERN, Salmeron teve importante participação em experimentos com a finalidade de estudar o plasma de quarks e gluons. Desde 1967, Salmeron é professor da École Polytechnique em Paris, França, uma das mais importantes escolas de engenharia do mundo.
De volta ao Brasil, contribuiu para que se desenvolvesse um acelerador síncrotron de grande porte no país, projeto que culminou na criação do Laboratório Nacional de Luz Síncrotron em Campinas (SP). Para Salmeron, transmitir conhecimento é atividade tão nobre quanto trabalhar em pesquisas de ponta. É preciso ensinar ciência desde a infância, mas de modo experimental, não somente com palavras e livros.
| “ | Não conheço nenhum cientista, de nenhum país, que tenha tido um mau curso na escola. | ” |

## Morte
Roberto morreu em 17 de junho de 2020, aos 98 anos, em Paris, em decorrência de complicações em uma cirurgia.

## Legado
O principal auditório da Faculdade de Tecnologia da Universidade de Brasília leva seu nome em sua homenagem.